# Filippo Carafa della Serra
Filippo Carafa della Serra (Napoli, 1340 circa – Bologna, 22 o 23 maggio 1389) è stato un cardinale italiano, vescovo di Bologna dal 1378 fino alla sua morte.

## Biografia
Membro della nobile famiglia dei Carafa, studiò legge all'Università di Bologna. Allievo di Giovanni da Legnano, conseguì il dottorato In utroque iure, ovvero sia in diritto civile che canonico.
Fu arcidiacono della Cattedrale di San Pietro. Già sacerdote, fu creato cardinale nel concistoro del 18 settembre 1378, col titolo di Cardinale presbitero dei Santi Silvestro e Martino ai Monti.
Ricevette la berretta cardinalizia nella Basilica di San Domenico assieme a Bartolomeo Mezzavacca.
Fu nominato vescovo di Bologna il 28 settembre 1378. Morì il 22 o 23 maggio 1389, vittima dell'epidemia di peste che colpì Bologna.
Sepolto nella Cattedrale di San Pietro, il suo monumento funebre fu realizzato da Camillo Mazza.

## Successione apostolica
La successione apostolica è:
- Vescovo Bernard de Bonneval (1374)